# Dunira minoralis
Dunira minoralis är en fjärilsart som beskrevs av George Francis Hampson 1907. Dunira minoralis ingår i släktet Dunira och familjen nattflyn. Inga underarter finns listade i Catalogue of Life.